# Heads Hill
Heads Hill – osada w Anglii, w hrabstwie ceremonialnym Berkshire, w dystrykcie (unitary authority) West Berkshire. Leży 23 km na południowy zachód od centrum miasta Reading i 81 km na zachód od centrum Londynu.